# Carl August Buchholz (Orgelbauer)
Carl August Buchholz (* 13. August 1796 in Berlin; † 7. August 1884 ebenda) war ein deutscher Orgelbauer.

## Leben
Carl August Buchholz lernte das Handwerk des Orgelbauers bei seinem Vater Johann Simon Buchholz. Seinen ersten eigenen Orgelneubau fertigte er 1817 für die Prenzlauer Sabinenkirche an. Seit 1821 war er federführend beim Bau der Orgeln mit dem Vater. Die Werkstatt befand sich in der Kleinen Hamburger Straße/Ecke Auguststraße in Berlin-Mitte. Der Vater ließ ihm die Möglichkeiten, technische Neuerungen beim Orgelbau auszuprobieren.
Carl August Buchholz war seit dem 9. September 1820 verheiratet mit Christiane Wilhelmine Kunsemüller, der Tochter eines Arztes aus Wittstock.
Der Sohn Carl Friedrich Buchholz (* 7. Juli 1821 in Berlin; † 17. Februar 1885 in Berlin) lernte zunächst beim Vater und war um 1847/48 bei Aristide Cavaillé-Coll in Paris als Geselle tätig. Ab 1848 arbeitete er dann wieder beim Vater.
Carl August Buchholz wurde 1853 von der Akademie der Künste  zum Akademischen Künstler ernannt.
Nach seinem Tod 1884 führte der Sohn Carl Friedrich Buchholz die Werkstatt kurzzeitig weiter und starb etwa ein halbes Jahr später selber.

## Orgelbau
Carl August Buchholz baute ausschließlich mechanische Orgeln mit Schleifladen.
Charakteristisch für seine Bauweise waren keilförmig geschnittene Schleifen, die in keilförmige Schleifenbänder gedrückt wurden. Dadurch konnten Veränderungen der Hölzer durch klimatische Bedingungen, zum Beispiel in feuchten Gegenden ausgeglichen werden. Buchholz führte als Neuerung auch Barkerventile und Schwellwerke ein. Die Mechanik war mit Wellenbrettern, nach dem Vorbild von Joachim Wagner und Ernst Julius Marx ausgeführt. Einige kleinere Orgeln waren seitenspielig mit Wellenrahmen gebaut.
Carl August Buchholz ließ die Prospekte bei größeren Orgeln meist von Architekten wie Karl Friedrich Schinkel entwerfen. Bei kleineren Instrumenten entwarf er die Vorlagen selber. Die Prospektgestaltung weist eine erstaunliche Vielfalt aus. Buchholz arbeitete mit Organisten wie August Wilhelm Bach und Carl August Haupt bei der Gestaltung der Disposition zusammen. Bei einigen größeren Orgeln gibt es auffällige Ähnlichkeiten der Dispositionen im Haupt- und Oberwerk mit der Orgel von Joachim Wagner in der Berliner Marienkirche, die Buchholz 1829 restauriert hatte.
Carl August Buchholz gilt als der bedeutendste Orgelbauer in der Mark Brandenburg in seiner Zeit. Seine Bauweise war durch höchste handwerkliche Präzision gekennzeichnet. Buchholz war sehr bescheiden und verzichtete weitgehend auf eine übermäßige Selbstdarstellungen.

## Schüler
Carl August Buchholz prägte etliche junge Orgelbauer, die dann selbstständig in verschiedenen Gegenden tätig wurden
- Carl Friedrich Buchholz, der Sohn
- Moritz Baumgarten, danach Orgelbauer in Zahna
- Wilhelm Bergen, danach Orgelbauer in Halberstadt
- Ferdinand Dinse, danach Orgelbauer in Berlin
- Friedrich Friese III, danach bedeutender Orgelbauer in Schwerin, Mecklenburg
- Barnim Grüneberg, sein Neffe, danach bedeutender Orgelbauer in Stettin, Pommern
- Ernst Hildebrand
- Johannes Kewitsch, aus Berlin
- Friedrich Kienscherf, danach Orgelbauer in Eberswalde
- Wilhelm Lang, danach Orgelbauer in Berlin
- Ferdinand Lange, danach Instrumentenbauer in Berlin
- Friedrich Hermann Lütkemüller, danach bedeutender Orgelbauer in Wittstock, Prignitz
- Wilhelm Meywald, danach Orgelbauer in Siebenbürgen
- Johann Rohn, danach Orgelbauer in Wormditt, Ostpreußen
- Carl Schneider, danach Orgelbauer in Kronstadt, Siebenbürgen
- Christian Friedrich Voelkner, danach Orgelbauer in Dünnow, Hinterpommern

## Werke
Insgesamt baute Buchholz zwischen 1817 und seinem Tode im Jahr 1884 140 neue Orgeln. Hinzu kommen 20 Umbauten bzw. Restaurierungen. Alle von Buchholz geschaffenen Orgeln verfügen über rein mechanische Schleifladen mit den von ihm erfundenen Keilschleifen.
Zu Buchholz’ bedeutendsten Werken zählt die 1839 im siebenbürgischen Kronstadt gebaute Orgel in der evangelischen Schwarzen Kirche: Die Buchholz-Orgel der Schwarzen Kirche ist mit 63 Registern auf vier Manualen das größte von Buchholz gebaute Instrument und noch heute erhalten geblieben.
Im Jahr 1821 vollendete er noch zusammen mit seinem Vater die Orgel in der Barther Marienkirche. Diese Orgel war mit einer 42-stimmigen, auf zwei Manuale und Pedal verteilten Disposition und einem Manualumfang bis ins dreigestrichene g für die damalige Zeit nahezu revolutionär. Sie ist heute die Buchholz-Orgel mit dem größten Originalbestand in Deutschland. Die frühromantische Orgel ist von europäischer Bedeutung.
Die größte Buchholz-Orgel in Deutschland steht in der Stralsunder Nikolaikirche (siehe Orgel der St. Nikolaikirche) und stammt aus dem Jahr 1841.

## Werkliste (Auswahl)

### Neubauten
Die Größe der Instrumente wird in der fünften Spalte durch die Anzahl der Manuale und die Anzahl der klingenden Register in der sechsten Spalte angezeigt. Ein großes „P“ steht für ein selbstständiges Pedal, ein kleines „p“ für ein angehängtes Pedal. Die letzte Spalte beinhaltet Angaben zum ursprünglichen und heutigen Zustand. Eine Kursivierung zeigt an, dass die betreffende Orgel nicht mehr oder lediglich der Prospekt erhalten ist.

#### Mit Johann Simon Buchholz
Carl August Buchholz baute in den Jahren 1812 bis 1825 zusammen mit seinem Vater Johann Simon die nachfolgend aufgeführten Orgeln.
| Jahr | Ort                  | Gebäude                   | Bild | Manuale | Register | Bemerkungen |
| ---- | -------------------- | ------------------------- | ---- | ------- | -------- | --- |
| 1812 | Altentreptow         | St. Petri                 |      | II/P    | 23       | Teile und Register in eine 1865 von Barnim Grüneberg gebaute Orgel integriert, 2002/2003 durch die Orgelbau- und Restaurierungswerkstatt Scheffler restauriert; heute II/P/31 |
| 1817 | Berlin               | Oberpfarr- und Domkirche  |      | II/P    | 32       | 1886 Erweiterung durch Gebr. Dinse (Berlin), 1893 abgebaut; Dom 1905 durch Neubau mit neuer Orgel ersetzt                                                                     |
| 1817 | Neulietzegöricke     | Ev. Kirche                |      | I       | 2        | nicht erhalten |
| 1817 | Neu Hardenberg       | Ev. Kirche                |      | II/P    | 21       | Das von Schinkel entworfene Gehäuse von 1817 ist erhalten, darin 1924 Neubau durch W. Sauer (Opus 1284).                                                                      |
| 1818 | Demmin               | St. Bartholomaei          |      | II/P    | 40       | Restauriert 1999/2000 durch die Orgelbau- und Restaurierungswerkstatt Scheffler (Sieversdorf) → Orgel der St. Bartholomaeikirche                                              |
| 1819 | Ahrensfelde          | Ev. Kirche                |      | I/P     | 13       | nicht erhalten |
| 1820 | Baruth/Mark          | Stadtkirche St. Sebastian |      | II/P    | 21       | nicht erhalten |
| 1820 | Britz bei Eberswalde | Dorfkirche Britz (Barnim) |      | I/P     | 7        | erhalten |
| 1820 | Gristow              | Ev. Kirche                |      | I/P     | 13       | im 19. Jahrhundert durch Barnim Grüneberg erweitert; erhalten |
| 1821 | Berlin-Schöneberg    | Ev. Dorfkirche            |      | I/P     | 11       | Das Instrument wurde am 26. Februar 1945 zerstört, als die Kirche ausbrannte.                                                                                                 |
| 1821 | Barth                | St. Marien                |      | II/P    | 42       | Restauriert durch die Orgelwerkstatt Wegscheider (Dresden) → Orgel der Marienkirche                                                                                           |
| 1821 | Greifswald           | St. Jakobi                |      | II/P    | 28       | Instrument 1955 bei einem Turmbrand zerstört |
| 1822 | Wachow               | Dorfkirche Wachow         |      | I/P     | 14       | 1911 Reparatur und Dispositionsänderung durch A. Schuke, Originalsubstanz weitgehend erhalten                                                                                 |
| 1822 | Berlin               | Institut für Kirchenmusik |      | II/P    | 13       | 1888 abgebaut |
| 1823 | Rixdorf bei Berlin   | Bethlehemskirche          |      | I/P     | 13       | Ab 1895 in der Dorfkirche Alt Gaarz, seit 2019 in der Marienkirche Nossendorf                                                                                                 |
| 1823 | Seelübbe             | Ev. Kirche                |      | II/P    | 9        | nicht erhalten, durch ein Werk von Albert Kienscherf (Eberswalde) ersetzt. |
| 1823 | Teltow               | St. Andreas               |      | I/P     | 17       | zerstört |
| 1824 | Stargard             | St. Marien                |      | III/P   | 32       | nicht erhalten |
| 1825 | Osterburg            | St. Nikolai               |      | II/P    | 22       | mehrfach umgebaut, Beitrag zur Orgel |

#### Eigene Neubauten
Von 1817 bis 1847 baute er allein folgende Orgeln.
| Opus | Jahr      | Ort                                   | Gebäude                              | Bild | Manuale | Register | Bemerkungen |
| ---- | --------- | ------------------------------------- | ------------------------------------ | ---- | ------- | -------- | --- |
| 1    | 1817      | Prenzlau                              | Sabinenkirche                        |      | ?       | ?        | Erster eigenständiger Orgelbau von C. A. Buchholz in der Werkstatt des Vaters, zerstört |
|      | 1824      | Görzke                                | Ev. Kirche                           |      | I/P     | 14       | 1882 Erweiterung um ein zweites Manual durch Friedrich Lobbes; erhalten |
|      | 1826      | Berlin-Britz                          | Ev. Dorfkirche                       |      | I/P     | 9        | 1888 ersetzt durch einen Neubau der Gebr. Dinse/Berlin (II+P/10), darin Teile (Holzpfeifen) von 1826 erhalten. → Orgel |
|      | 1826      | Rolofshagen                           | Ev. Dorfkirche                       |      | I/P     | 7        | im 19. Jh. von Mehmel erweitert; zerstört: 1986 stürzte die Dorfkirche auf Grund fehlender Dachsanierung ein |
|      | 1827      | Berlin-Kaulsdorf                      | Jesuskirche                          |      | I/P     | ?        | 1912 durch einen Neubau der Gebr. Dinse (Berlin) ersetzt |
|      | 1829      | Pütte                                 | Ev. Dorfkirche                       |      | II/P    | 14       | Restauriert 2014 durch die Firma Historische Tasteninstrumente Schmidt (Rostock) |
|      | 1829      | Stralsund                             | Heilgeistkirche                      |      | II/P    | 17       | 1969 Erweiterungsumbau durch Alexander Schuke; Prospekt und 8 Register erhalten |
|      | 1830      | Grimmen                               | St. Marien                           |      | II/P    | 29       | 1992 Neubau durch Mitteldeutscher Orgelbau A. Voigt; Gehäuse erhalten → Orgel |
|      | 1830      | Merz                                  | Ev. Kirche                           |      | I       | 5        | um 1875 Erweiterungsumbau durch Wilhelm Remler; erhalten |
|      | 1829–1831 | Berlin-Mitte                          | Friedrichswerdersche Kirche          |      | III/P   | 33       | 1891 Neubau durch Gebr. Dinse (Berlin) unter Verwendung von alten Pfeifen und des Prospektes, 1944/1945 zerstört |
|      | 1831      | Gützkow                               | St. Nikolai                          |      | II/P    | 14       | erweitert durch W. Sauer (Frankfurt/Oder) |
|      | 1831      | Tribsees                              | St. Thomas                           |      | II/P    | 24       | 1996 Restaurierung durch Orgelbau- und Restaurierungswerkstatt Rainer Wolter |
|      | 1832      | Greifswald                            | Dom St. Nikolai                      |      | III/P   | 44       | 1988 umgebaut von Jehmlich Orgelbau Dresden → Orgel |
|      | 1832      | Lassan                                | St. Johannis                         |      | II/P    | 17       | 1986 Generalüberholung durch Orgelbau- und Restaurierungswerkstatt Rainer Wolter (Dresden) → Orgel |
|      | 1833      | Falkenrehde                           | Ev. Kirche                           |      | I       | 5        | 1911 Neubau durch Alexander Schuke |
|      | 1833      | Soest                                 | Reformierte Brunsteinkapelle         |      | II/P    | 10       | 1873 nach Alt-St. Thomä überführt, dort 1913 ersetzt |
|      | 1834      | Berlin-Mitte                          | St. Elisabeth                        |      | II/P    | 18       | 1945 zerstört |
|      | 1834      | Berlin-Mitte                          | Heilig-Geist-Kapelle                 |      | I/P     | 10       | 1906 Abbau, Verbleib unbekannt |
|      | 1834      | Berlin-Moabit                         | St. Johannis                         |      | II/P    | 11       | nicht erhalten |
|      | 1834      | Berlin-Wedding                        | Nazarethkirche                       |      | II/P    | 11       | 1896 durch Neubau von Walcker ersetzt |
|      | 1834      | Berlin-Gesundbrunnen                  | St. Paul                             |      | II/P    | 11       | 1906 durch Neubau von Walcker ersetzt |
|      | 1834      | Frankfurt (Oder)                      | St. Marien                           |      | III/P   | 54       | Kunstschätze wurden während des Zweiten Weltkriegs ausgelagert, Orgel zerstört |
|      | 1834      | Garz (Rügen)                          | St.-Petri-Kirche                     |      | II/P    | 12       | Die Orgel wurde am Palmsonntag, den 23. März 1834 eingeweiht. 1914 erfolgte ein Neubau von Firma Grüneberg erbaut unter Einbezug von Altmaterial. (Opus 703) 1995 Restaurierung durch Orgelbau- und Restaurierungswerkstatt Rainer Wolter                                                                                            |
|      | 1834      | Stralsund                             | Dreifaltigkeitskirche                |      | ?       | ?        | Die Orgel wurde am 17. September 1834 eingeweiht. Sie wurde später ersetzt. |
|      | 1835      | Liebenwalde                           | Ev. Kirche                           |      | II/P    | 20       | 1898 durch Neubau von Hollenbach ersetzt |
|      | 1836      | Altfriedland                          | Klosterkirche                        |      | I       | ?        | 1945 beschädigt, 1954 ersetzt |
|      | 1836      | Elsey                                 | Ev. Stiftskirche Kloster Elsey       |      | ?       | ?        | Orgelerneuerungen 1953/1969/1994; nicht erhalten |
|      | 1838      | Wotenick                              | St. Nikolai                          |      | I/P     | 8        | 1874 Erweiterung durch Friedrich Albert Mehmel (Stralsund), 2008 Überholung durch die Firma Mecklenburger Orgelbau |
|      | 1839      | Hanshagen                             | Kirche Hanshagen                     |      | I/P     | 8        | 1860 durch Friedrich Albert Mehmel um ein zweites Manual erweitert und 1954 durch Barnim Grüneberg jr. aus Greifswald klanglich umgestaltet, ab den 1980er Jahren unspielbar, 2010 von S. Müller provisorisch einige Register wieder spielbar gemacht, 2017/2018 von Firma Historische Tasteninstrumente Schmidt (Rostock) repariert |
|      | 1839      | Kronstadt, Siebenbürgen, heute Brașov | Schwarze Kirche                      |      | IV/P    | 63       | 2001 Restaurierung durch Orgelbau Stemmer (Zumikon/CH); weitgehend erhalten → Orgeln der Schwarzen Kirche (Brașov) |
|      | 1839      | Stoltenhagen                          | Ev. Kirche                           |      | I/P     | 9        | 2001/2005 teilweise Spielbarmachung durch Wolter, 2021 Restaurierung durch Wolter → Orgel |
|      | 1839/1840 | Berlin-Mitte                          | Arbeitshauskirche                    |      | ?       | ?        | 1944 zerstört |
|      | 1840      | Altreetz                              | Dorfkirche                           |      | II/P    | 18       | zum großen Teil erhalten |
|      | 1840      | Leplow                                | St. Katharinen                       |      | I/P     | 8        | 1971 nach Groß Bünzow umgebaut, 2010/2011 durch Orgelwerkstatt Scheffler restauriert |
|      | 1840      | Neuruppin                             | St. Marien                           |      | III/P   | 40       | 1938 Neubau einer Orgel, Gehäuse erhalten |
|      | 1840      | Tempelfelde                           | Ev. Kirche                           |      | II/P    | 10       | mit Physharmonika im Oberwerk, 1885 mit Kirche durch Brand zerstört |
|      | 1840      | Brandenburg                           | Franz.-ref. St. Johanniskirche       |      | ?       | ?        | zerstört |
|      | 1841      | Schlemmin                             | Ev. Dorfkirche                       |      | I/P     | 8        | Prospektpfeifen wurden 1917 für Kriegszwecke abgegeben, 2001–2002 restauriert durch Fa. Martin-Christian Schmidt |
|      | 1841      | Stralsund                             | St. Nikolai                          |      | III/P   | 56       | → Orgel der St.-Nikolai-Kirche |
|      | 1841      | Wusterhusen                           | Johanneskirche                       |      | II/P    | 15       | 1923 Reparaturen durch Heintze, 1955 Änderung eines Registers durch Grüneberg (Greifswald), 2024 Restaurierung durch Eberswalder Orgelbauwerkstatt Sander & Mähnert → Orgel |
|      | 1842      | Abtshagen                             | Heilgeistkirche                      |      | I/P     | 8        | 2001 Restaurierung durch Wolter (Dresden) → Orgel |
|      | 1842      | Bobbin                                | St. Pauli                            |      | I/p     | 4        | 1881 Umbau und Erweiterung auf I/P/6 durch Barnim Grüneberg; 2007 Restaurierung und Prospekteinbau durch Wolter; Wiedereinweihung am 31. August 2008 |
|      | 1842      | Stralsund                             | St. Annen und Brigitten              |      | I       | 4        | 1862 erweitert auf II+P, 1970 abgebrochen, nicht erhalten |
|      | 1842      | Wrechow, Neumark, heute Orzechów      | Ev. Kirche                           |      | I/P     | 10       | wahrscheinlich in schlechtem Zustand oder nicht mehr erhalten |
|      | 1842      | Velgast                               | Ev. Christuskirche                   |      | I/P     | 8        | 1995 Restaurierung durch Wolter |
|      | 1843      | Zachow (Polen)                        | Dorfkirche                           |      | I/P     | 11       | nicht erhalten. |
|      | 1844      | Berlin-Mitte                          | Klosterkirche                        |      | II/P    | 25       | 1933 Neubau von Sauer, im April 1945 zerstört |
|      | 1844      | Koblenz-Stolzenfels                   | St. Menas                            |      | I       | ?        | 1942 durch eine Klais-Orgel ersetzt |
|      | 1845      | Tribohm                               | Ev. Dorfkirche                       |      | I/P     | 7        | 1917 mussten die Prospektpfeifen für Kriegszwecke abgegeben werden. 1994 denkmalschutzgerechte Restaurierung durch Hinrich Otto Paschen (Kiel) |
|      | 1845      | Pelplin                               | Domkirche                            |      | III/P   | 55       | 1908 Erweiterung durch Bruno Goebel; erhalten → Orgeln der Kathedrale Pelplin |
|      | 1846      | Berlin-Köpenick                       | Schlosskirche                        |      | I/P     | ?        | Gehäuse erhalten, darin 1987 Neubau durch A. Voigt (Bad Liebenwerda) |
|      | 1846      | Berlin-Lichtenberg                    | Alte Pfarrkirche                     |      | I/P     | 7        | 1887 ersetzt durch Neubau von W. Sauer (Frankfurt/Oder), um 1944 zerstört |
| 87   | 1846      | Berlin-Mitte                          | St. Nikolai                          |      | III/P   | 50       | 1902 Neubau durch W. Sauer unter Verwendung des Gehäuses und alten Materials 1944 zerstört, erbaut als 87. Orgel. Bislang 1 x 4 Manuale, 8 x 3 Manuale, 37 x 2 Manuale und 41 x 1 Manual. |
|      | 1846      | Berlin-Wilmersdorf                    | Ev. Dorfkirche                       |      | I/P     | ?        | 1898 im Zuge des Kirchenneubaus abgebaut |
|      | 1846      | Britz bei Eberswalde                  | Dorfkirche                           |      | I/P     | 7        | 2017 Restaurierung durch Schuke |
|      | 1846      | Bönen                                 | Alte Kirche                          |      | ?       | ?        | nicht erhalten |
|      | 1846      | Stralsund-Voigdehagen                 | Kirche Voigdehagen                   |      | II/P    | 15       | 2003/2006 Generalüberholung/Teilrestaurierung durch Wolter (Dresden), 2020 Restaurierung durch Scheffler (Sieversdorf) |
|      | 1846/47   | Berlin-Mitte                          | Deutscher Dom                        |      | II/P    | 24       | 1882 Abbau, Orgel nach Ueckermünde für die Stadtkirche verkauft |
|      | 1847      | Berlin-Mitte                          | Gertraudenkirche                     |      | ?       | ?        | 1881 Abbau (Kirche wurde abgerissen) |
|      | 1847      | Prenzlau                              | St. Marien                           |      | II/P    | 33       | 1945 zerstört |
|      | 1847      | Schmölln                              | Ev. Kirche                           |      | I/P     | 10       | 1897 Umsetzung nach Schenkenberg (Kreis Prenzlau), dort 1900 verbrannt |
|      | 1848      | Berlin                                | Private Synagoge                     |      | II/P    | 9        | 1 Transmission, nicht erhalten |
|      | 1848      | Berlin-Kreuzberg                      | Irvingianerkirche                    |      | ?       | ?        | erhalten? |
|      | 1848      | Berlin-Mitte                          | St. Georgen                          |      | III/P   | 42       | 1897 Neubau Firma Dinse |
|      | 1848      | Oranienburg                           | Evangelisches Seminar                |      | ?       | ?        | erhalten? |
|      | 1848      | Damgarten                             | St. Bartholomäus                     |      | II/P    | 13       | 1971 ersetzt durch W. Sauer |
|      | 1848      | Görlsdorf                             | Evangelische Kirche                  |      | I/p     | 4        | es fehlen viele Pfeifen |
|      | 1848      | Lüdershagen                           | St. Georg                            |      | I/P     | 9        | erhalten |
|      | 1848      | Röpersdorf                            | Evangelische Kirche                  |      | I/P     | 9        | restauriert 2001; → Orgel erhalten |
|      | 1848      | Soldin, Neumark, (Myślibórz)          | Französisch-Reformierte Kirche       |      | II/P    | 12       | 1925 Umsetzung nach Wolgast; 2001 Restaurierung und Aufstellung in Falkenhagen bei Freienwalde |
|      | 1849      | Blindow                               | Evangelische Kirche                  |      | II/P    | 11       | 1911 durch Barnim Grüneberg teilweise ersetzt, einige Register und Gehäuse erhalten |
|      | 1849      | Boitzenburg                           | Pfarrkirche St. Marien auf dem Berge |      | II/P    | 14       | 1850 durch Carl Friedrich Buchholz ergänzt |
|      | 1850      | Soldin, Neumark, (Myślibórz)          | Stadtkirche                          |      | II/P    | 28       | leicht verändert erhalten |

#### Mit Carl Friedrich Buchholz als Gehilfen
Ab 1850 wurde der Sohn Carl Friedrich Buchholz einige Male als Gehilfe genannt.
| Jahr | Ort                                 | Gebäude                             | Bild | Manuale | Register | Bemerkungen |
| ---- | ----------------------------------- | ----------------------------------- | ---- | ------- | -------- | --- |
| 1850 | Alt Lietzow (Berlin-Charlottenburg) | Dorfkirche                          |      | ?       | ?        | 1909 Neubau der Kirche, nicht erhalten                                                                           |
| 1850 | Berlin-Mitte                        | Invalidenhaus, Evangelische Kapelle |      | I/P     | 9        | nicht erhalten                                                                                                   |
| 1850 | Berlin-Mitte                        | Invalidenhaus, katholische Kapelle  |      | ?       | ?        | wahrscheinlich nicht erhalten                                                                                    |
| 1850 | Potsdam                             | Kadettenhaus                        |      | I/P     | 10       | wahrscheinlich nicht erhalten                                                                                    |
| 1850 | Grieben                             | Dorfkirche                          |      | II/P    | 9        | wahrscheinlich erhalten                                                                                          |
| 1850 | Brandenburg an der Havel            | St. Johannis                        |      | II/P    | 18       | zerstört |
| 1851 | Neukünkendorf, Uckermark            | Dorfkirche                          |      | I/P     | 7        | Zuschreibung; später auf I/P/8 erweitert, erhalten                                                               |
| 1851 | Berlin-Moabit                       | Gefängniskirche                     |      | ?       | ?        | nicht erhalten                                                                                                   |
| 1851 | Falkenthal                          | Ev. Dorfkirche                      |      | I/P     | 8        | erhalten |
| 1851 | Friedersdorf bei Seelow             | Ev. Dorfkirche                      |      | I/P     | 9        | 1999 ersetzt |
| 1853 | Leppin, Mecklenburg                 | Dorfkirche                          |      | I/P     | 9        | erhalten |
| 1854 | Berlin-Mitte                        | Reformierte Synagoge Johannisstraße |      | II/P    | 18       | 1912 ersetzt |
| 1855 | Berlin-Friedrichshain               | St. Markus                          |      | II/P    | 30       | wahrscheinlich nicht erhalten                                                                                    |
| 1855 | Klein Oschersleben                  | Dorfkirche                          |      | II/P    | 14       | zusammen mit Carl Friedrich (Euterpe 1855, S. 107)                                                               |
| 1855 | Templin, Uckermark                  | St. Maria und Magdalenen            |      | II/P    | 37       | in Gehäuse von Gottlieb Scholtze von 1769 1921 ersetzt durch Jehmlich mit einigen Pfeifen Barockgehäuse erhalten |
| 1856 | Berlin-Friedrichshain               | St. Andreas                         |      | II/P    | 27       | wahrscheinlich zerstört                                                                                          |
| 1856 | Brodowin                            | Dorfkirche                          |      | I/P     | 9        | erhalten |
| 1856 | Hennigsdorf bei Berlin              | Martin-Luther-Kirche                |      | II/P    | ?        | 1924 Neubau G. Heinze                                                                                            |
| 1856 | Schwedt/Oder, Uckermark             | St. Katharinen                      |      | I/P     | ?        | nicht erhalten                                                                                                   |
| 1856 | Stüdenitz                           | Dorfkirche                          |      | I/P     | 10       | zum großen Teil erhalten                                                                                         |
| 1856 | Berlin-Prenzlauer Berg              | Elisabethstift Kapelle              |      | I/P     | 7        | Erbauer unbekannt, Vermutung Buchholz, Lange oder Dinse                                                          |
| 1857 | Berlin-Kreuzberg                    | Realschule                          |      | II/P    | 9        | wahrscheinlich nicht erhalten                                                                                    |
| 1857 | Königsberg                          | St. Johannis                        |      | ?       | ?        | 1945 zerstört |
| 1857 | Memel, Ostpreußen                   | St. Johannis                        |      | III/P   | 42       | nicht erhalten                                                                                                   |
| 1858 | Berlin-Friedrichshain               | St. Bartholomäus                    |      | II/P    | 17       | nicht erhalten                                                                                                   |
| 1858 | Berlin-Rosenthal                    | Ev. Dorfkirche                      |      | I/P     | 9        | 1938 abgebrochen                                                                                                 |
| 1858 | Cumlosen                            | Dorfkirche Cumlosen                 |      | II/P    | 10       | erhalten |
| 1859 | Berlin-Pankow                       | Dorfkirche Zu den vier Evangelisten |      | II/P    | 14       | nicht erhalten                                                                                                   |
| 1859 | Schippenbeil, Ostpreußen (Sępopol)  | Stadtkirche, heute St. Michael      |      | II/P    | 23       | erhalten |
| 1859 | Stolpe bei Berlin                   | Dorfkirche                          |      | I/P     | 8        | mit Ferdinand Lange; erhalten                                                                                    |
| 1860 | Berlin-Kreuzberg                    | St. Lukas                           |      | II/P    | 28       | nicht erhalten                                                                                                   |
| 1860 | Berlin-Mitte                        | St. Michael (kath)                  |      | ?       | ?        | 1944 zerstört |
| 1860 | Berlin-Mitte                        | St. Petri                           |      | IV/P    | 60       | später auf 72 Register erweitert, 1945 zerstört                                                                  |
| 1860 | Hohengüstow                         | Dorfkirche                          |      | II/P    | 11       | erhalten |
| 1860 | Schlatkow                           | Dorfkirche                          |      | I/P     | 6        | 1863 erweitert durch Grüneberg auf I+P/8, erhalten                                                               |
| 1861 | Bredow                              | Dorfkirche Bredow                   |      | II/P    | 11       | erhalten |
| 1862 | Berlin-Mitte                        | Königliche Oper                     |      | II/P    | 8        | nicht erhalten                                                                                                   |

#### AlsCarl August Buchholz & Sohn
Ab etwa 1866 arbeitete die Firma als Carl August Buchholz & Sohn.
| Jahr | Ort                   | Gebäude              | Bild | Manuale | Register | Bemerkungen |
| ---- | --------------------- | -------------------- | ---- | ------- | -------- | --- |
| 1866 | Berlin-Mitte          | Große Synagoge       |      | III/P   | 45       | spätestens 1945 zerstört |
| 1867 | Grieben               | Evangelische Kirche  |      | II/P    | 9        | erhalten |
| 1867 | Lanke                 | Evangelische Kirche  |      | I/P     | 9        | erhalten |
| 1868 | Flatow                | Evangelische Kirche  |      | II/P    | 12       | 1910 Neubau durch Schuke |
| 1868 | Neu Boltenhagen       | St. Marien           |      | II/P    | 8        | erhalten |
| 1869 | Diedersdorf           | Evangelische Kirche  |      | I/P     | 7        | Werk zerstört, Prospekt erhalten |
| 1869 | Düpow                 | Evangelische Kirche  |      | I/P     | 9        | erhalten |
| 1869 | Melkof                | Gutskirche Melkof    |      | II/P    | 10       | 2018 durch den Plauer Orgelbaumeister Andreas Arnold restauriert. |
| 1869 | Potsdam               | St. Peter und Paul   |      | II/P    | 25       | 1936 Umbau (u. a. Elektrifizierung) und Erweiterung um ein drittes Manual durch Karl und Hans-Joachim Schuke (Potsdam), unter Verwendung von Buchholz-Pfeifenmaterial (11 Register vollständig und 10 Register teilweise erhalten). →Orgel |
| 1870 | Netzelkow             | Evangelische Kirche  |      | ?       | ?        | 1879 Neubau durch Grüneberg |
| 1872 | Klein Oschersleben    | Ev.-luth. Kirche     |      | II/P    | 14       | schon 1855 erbaut? Euterpe prüfen! |
| 1876 | Gutengermendorf       | Evangelische Kirche  |      | ?       | ?        | erhalten? |
| 1878 | Potsdam               | Bethlehemkirche      |      | ?       | ?        | 1944 zerstört |
| 1882 | Saal der Reichshallen | Berlin-Mitte         |      | II/P    | 18       | 1893 in St. Matthias (Berlin) aufgestellt, 1914 ersetzt. |
| 1884 | Nossendorf            | Ev.-luth. St. Marien |      | ?       | ?        | nicht erhalten |
| 1884 | Ribbeck               | Evangelische Kirche  |      | I/P     | 12       | Reste in Retzow erhalten |

### Umbauten und Instandsetzungen
| Jahr | Ort                      | Gebäude                      | Bild | Manuale | Register | Bemerkungen                   |
| ---- | ------------------------ | ---------------------------- | ---- | ------- | -------- | ----------------------------- |
| 1826 | Bad Wilsnack             | St. Nikolai                  |      |         |          |                               |
| 1828 | Stralsund                | St. Marien                   |      |         |          | → Stellwagen-Orgel            |
| 1829 | Berlin-Mitte             | St. Marien                   |      |         |          |                               |
| 1833 | Berlin                   | Dorotheenstädtische Kirche   |      |         |          |                               |
| 1833 | Berlin-Mitte             | Friedrichswerdersche Kirche  |      |         |          |                               |
| 1837 | Zachow                   | Dorfkirche                   | Bild | I/P     | 11       | Instrument von Joachim Wagner |
| 1840 | Osterburg                | Martinskapelle               |      |         |          |                               |
| 1845 | Angermünde               | St. Marien                   |      |         |          |                               |
| 1851 | Berlin-Mitte             | Parochialkirche              |      |         |          | Mit Sohn                      |
| 1851 | Berlin-Kreuzberg         | Jerusalemskirche             |      |         |          |                               |
| 1851 | Berlin-Spandau           | St. Nikolai                  |      |         |          | Mit Sohn                      |
| 1851 | Boitzenburg              | St. Marien auf dem Berge     |      |         |          | Mit Sohn                      |
| 1857 | Nauen                    | St. Jacobi                   |      |         |          | Mit Sohn                      |
| 1861 | Halberstadt              | Dom St. Stephanus und Sixtus |      |         |          | Mit Sohn → Orgel              |
| 1864 | Brandenburg an der Havel | St. Katharinen               |      |         |          | Mit Sohn                      |
| 1865 | Brandenburg an der Havel | St. Gotthardt                |      |         |          | Mit Sohn                      |
| 1877 | Berlin-Mitte             | Sophienkirche                |      |         |          | Mit Sohn                      |